# Maromavo
Maromavo est une commune urbaine malgache située dans la partie ouest de la région de Melaky.